# Kearney (Nebraska)
Kearney és una població dels Estats Units a l'estat de Nebraska. Segons el cens del 2000 tenia 27.431 habitants.

## Demografia
Segons el cens del 2000, Kearney tenia 27.431 habitants, 10.549 habitatges, i 6.160 famílies. La densitat de població era de 964,6 habitants per km².
Dels 10.549 habitatges en un 30,3% hi vivien nens de menys de 18 anys, en un 45,7% hi vivien parelles casades, en un 9,7% dones solteres, i en un 41,6% no eren unitats familiars. En el 28,7% dels habitatges hi vivien persones soles el 9,5% de les quals corresponia a persones de 65 anys o més que vivien soles. El nombre mitjà de persones vivint en cada habitatge era de 2,37 i el nombre mitjà de persones que vivien en cada família era de 2,96.
Per edats la població es repartia de la següent manera: un 22,2% tenia menys de 18 anys, un 23,9% entre 18 i 24, un 26,2% entre 25 i 44, un 17,1% de 45 a 60 i un 10,6% 65 anys o més.
L'edat mediana era de 27 anys. Per cada 100 dones de 18 o més anys hi havia 89,7 homes.
La renda mediana per habitatge era de 34.829 $ i la renda mediana per família de 46.650 $. Els homes tenien una renda mediana de 30.150 $ mentre que les dones 22.366 $. La renda per capita de la població era de 17.713 $. Aproximadament el 7,4% de les famílies i el 13,4% de la població estaven per davall del llindar de pobresa.

## Poblacions més properes
El següent diagrama mostra les poblacions més properes.